# Lara Croft Tomb Raider: la cuna de la vida
Lara Croft Tomb Raider: La cuna de la vida es una película de acción y aventuras de 2003 dirigida por Jan de Bont y protagonizada por la actriz Angelina Jolie en el papel de Lara Croft. Es la segunda película basada en la popular serie de videojuegos Tomb Raider.

## Resumen
Los invitados a una boda se divierten en la isla griega de Santorini cuando súbitamente se desencadena un terremoto, que revela la existencia de un templo submarino construido por Alejandro Magno para guardar sus más preciados tesoros. Lara Croft  (Angelina Jolie) acude a la isla y encuentra en el templo un orbe brillante. Pero poco después, un grupo de asesinos comandados por Chen Lo (Simon Yam) mata a los compañeros de Croft, y se lo arrebata. Si bien, Lara Croft logró antes digitalizarla para poder estudiarla.
El MI6 británico contacta con Lara para informarle de que Chen Lo pretede vender el tal orbe al experto en armas biológicas Jonathan Reiss (Ciarán Hinds), quien desea poseerlo pero no saben para qué. Croft les informa entonces de que el orbe es un mapa construido por Alejandro Magno para señalar la ubicación de la Cuna de la Vida -lugar donde se originó la vida en la tierra-, que es donde se oculta la Caja de Pandora, un objeto legendario  que contiene todas las plagas del mundo. Si un objeto tan peligroso cayese en manos de Reiss podría desatar el caos en el mundo, así que el MI6 le pide a Lara que llegue allí antes que él para impedirlo.
Lara acepta detener a Reiss, pero con la condición de que intercedan para liberar a su antiguo amigo Terry Sheridan (Gerard Butler), un antiguo militar convertido en mercenario, que en la actualidad está preso en Siberia. Dado que conoce bien la organización criminal de Chen Lo, Lara cree que es la única persona que puede acompañarle en la misión. Ello a pesar de que entre ellos quedan viejos rencores, y que desconfían el uno del otro. Juntos viajan a La Gran Muralla, a la ciudad de Hong Kong, y finalmente descubrirán que la Cuna de la Vida se encuentra en el monte Kilimanjaro.

## Producción
El presupuesto fue de $95 millones (menos que los $115 millones del primer film), y también fue financiado por Tele München Gruppe. La película fue distribuida internacionalmente por la compañía  japonesa Toho-Towa.
Se filmó en tres meses y medio en localizaciones de Hong Kong, Santorini, Llyn Gwynant en Gales y Kenia en el parque Amboseli y Hell's Gate, el resto se rodó en estudios del Reino Unido. La película tuvo problemas con la censura china.
En Cradle of Life Lara viaja en el nuevo Jeep Wrangler Rubicon como parte de una campaña de publicidad de Jeep. 1,001 modelos de la edición limitada del Jeep Tomb Raider fueron puestos a la venta cuando se estrenó la película."

## Recepción crítica
Lara Croft Tomb Raider: La cuna de la vida tiene una calificación del 24% de 166 críticas en Rotten Tomatoes, y una calificación de 43/100 en Metacritic. Salon describió el filme como un "paseo de emoción de verano muy agradable". Roger Ebert valoró la película con 3 de 4 estrellas, afirmando que la película fue "mejor que la primera, más segura, más entretenida ... emplea imaginación y lugares emocionantes para darle a la película el mismo tipo de sentimiento de aventura que obtenemos de las películas de Indiana Jones". David Rooney de Veriety elogió a Jolie por ser "más sexy, más rápida y más dominante que otras intrépidas aventureras y además, un poco más humana".
Sin embargo, la película fue muy criticada. René Rodríguez, de The Miami Herald, la denominó como "otra aventura truculenta e insensible al aburrido estilo de Indiana Jones"; James Berardinelli, de ReelViews, dijo: "La primera entrega de Tomb Raider fue una tontería, La cuna de la vida es simplemente estúpida ... la peor película de acción del verano". Wesley Morris de The Boston Globe escribió: "Es un especial de National Geographic en la que tienen lugar una serie de tiroteos sin sentido y tristes que son tan lamentablemente coreografiados que hay razones para creer que Debbie Allen puede estar detrás de ellos ". Luego dijo sobre el director De Bont: "Todavía no ha encontrado ningún artilugio con el que no dañar tu audición". Jolie recibió una nominación al Premio Golden Raspberry a Peor Actriz por su actuación en la película.

## Reparto
| Personaje      | Actor Original (EE. UU.) | Actor de voz (España) | Actor de voz (Hispanoamérica) |
| -------------- | ------------------------ | --------------------- | ----------------------------- |
| Lara Croft     | Angelina Jolie           | Nuria Mediavilla      | Liliana Barba                 |
| Terry Sheridan | Gerard Butler            | Ricky Coello          | Alejandro Vargas Lugo         |
| Jonathan Reiss | Ciarán Hinds             | Jordi Boixaderas      | Sebastián Llapur              |
| Hillary        | Chris Barrie             | Jordi Ribes           | Luis Alfonso Padilla          |
| Bryce          | Noah Taylor              | Luis Fenton           | Gabriel Ortiz                 |
| Kosa           | Djimon Hounsou           | Eduard Farelo         | Eduardo Fonseca               |
| Sean           | Til Schweiger            | Daniel García         |                               |
| Chen Lo        | Simon Yam                | Juan Fernández        | Ernesto Lezama                |
| Gus Petraki    | Jonathan Coyne           | Miguel Ángel Jenner   | Bardo Miranda                 |

## Música
Como ya pasó en la película original, la banda sonora se divide en dos CDs: el primero con canciones de varios artistas y el segundo con la partitura de Alan Silvestri.

### Canciones
| #  | Canción                                    | Artista                      |
| -- | ------------------------------------------ | ---------------------------- |
| 1  | "Heart Go Faster"                          | Davey Brothers               |
| 2  | "The Only Way (Is the Wrong Way)"          | Filter                       |
| 3  | "Bad Girl"                                 | Alexandra Slate              |
| 4  | "Satellite" (Oakenfold Remix)              | P.O.D.                       |
| 5  | "The Last High"                            | The Dandy Warhols            |
| 6  | "Time"                                     | Saliva                       |
| 7  | "Leave You Far Behind"                     | Lunatic Calm                 |
| 8  | "Jam for the Ladies" (Jason Nevins Remix)  | Moby                         |
| 9  | "Starting Over"                            | The Crystal Method           |
| 10 | "You Can't Look Away"                      | Sloth                        |
| 11 | "I Hate This"                              | Nadirah "Nadz" Seid          |
| 12 | "Reason Is Treason" (Jacknife Lee Version) | Kasabian                     |
| 13 | "Into Hell Again"                          | 3rd Strike                   |
| 14 | "Tears from the Moon" (Chillout Mix)       | Conjure One, Sinéad O'Connor |
| 15 | "Flight to Freedom"                        | David A. Stewart             |
| 16 | "Pandora's Box"                            | Alan Silvestri               |

| 17 || "Did my time" || Korn

### Banda Sonora Original
- Compuesta por Alan Silvestri

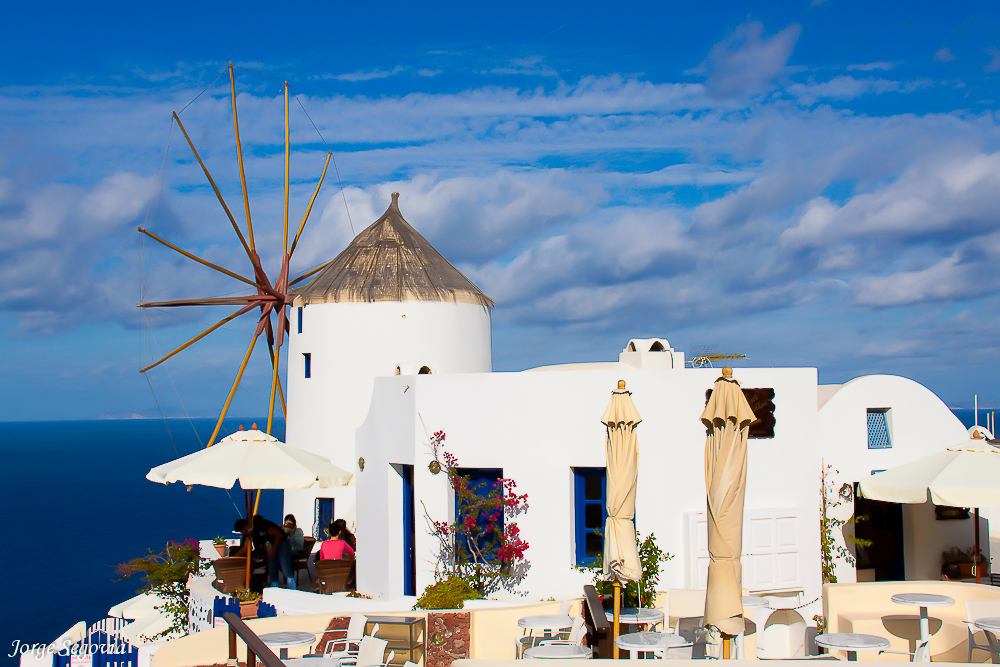
El filme comienza en Santorini

- Interpretada por la London Symphony Orchestra
- Dirigida por Alan Silvestri

| #  | Título                          |
| -- | ------------------------------- |
| 1  | "Opening"                       |
| 2  | "The Luna Temple"               |
| 3  | "Shark Attack"                  |
| 4  | "'I Need Terry Sheridan'"       |
| 5  | "Arrival in China"              |
| 6  | "Captured by the Shay Ling"     |
| 7  | "Escape from Chen"              |
| 8  | "Flower Pagoda Battle"          |
| 9  | "Skydive Getaway"               |
| 10 | "Orb Transmission"              |
| 11 | "Journey to the Cradle of Life" |
| 12 | "The Cradle of Life"            |
| 13 | "Pandora's Box"                 |
| 14 | "'Not Meant to Be Found'"       |
| 15 | "Lara Croft – Tomb Raider"      |